# Campeonato de España de Ciclismo en Ruta 1919
El XIX Campeonato de España de Ciclismo en Ruta se disputó en Santander (Cantabria) el 2 de junio de 1919 sobre un recorrido de 100 km.
El ganador de la prueba fue Jaime Janer, que se impuso en solitario en la línea de llegada. Juan Martínez y Guillermo Antón completaron el podio.

## Clasificación final
| Pos. | Ciclista              | Equipo | Tiempo          |
| ---- | --------------------- | ------ | --------------- |
| 1.   | Jaime Janer           |        | 3 h 10 min 20 s |
| 2.   | Juan Martínez         |        | a 5 s           |
| 3.   | Guillermo Antón       |        | a 3 min 6 s     |
| 4.   | Juan Solanas          |        | m. t.           |
| 5.   | José Saura            |        | m. t.           |
| 6.   | Victoriano Otero      |        | a 3 min 18 s    |
| 7.   | Antonio Crespo        |        | a 5 min 7 s     |
| 8.   | Aurelio Gargalló      |        | a 7 min 28 s    |
| 9.   | Clemente López Dóriga |        | m. t.           |
| 10.  | Emilio Nolla          |        | a 11 min 28 s   |